# Sünne Peider
Sünne Peider (mundartl. Sankt Peter) ist ein seit 1704 nachgewiesener Viehmarkt und heutige Kirmes im ostwestfälischen Versmold im Kreis Gütersloh. Die dreitägige Veranstaltung findet jährlich von Freitag bis Sonntag am Wochenende nach dem 22. Februar statt und ist die erste Großkirmes des Jahres in Westfalen. 2012 konnten über 100.000 Besucher gezählt werden.

## Geschichte

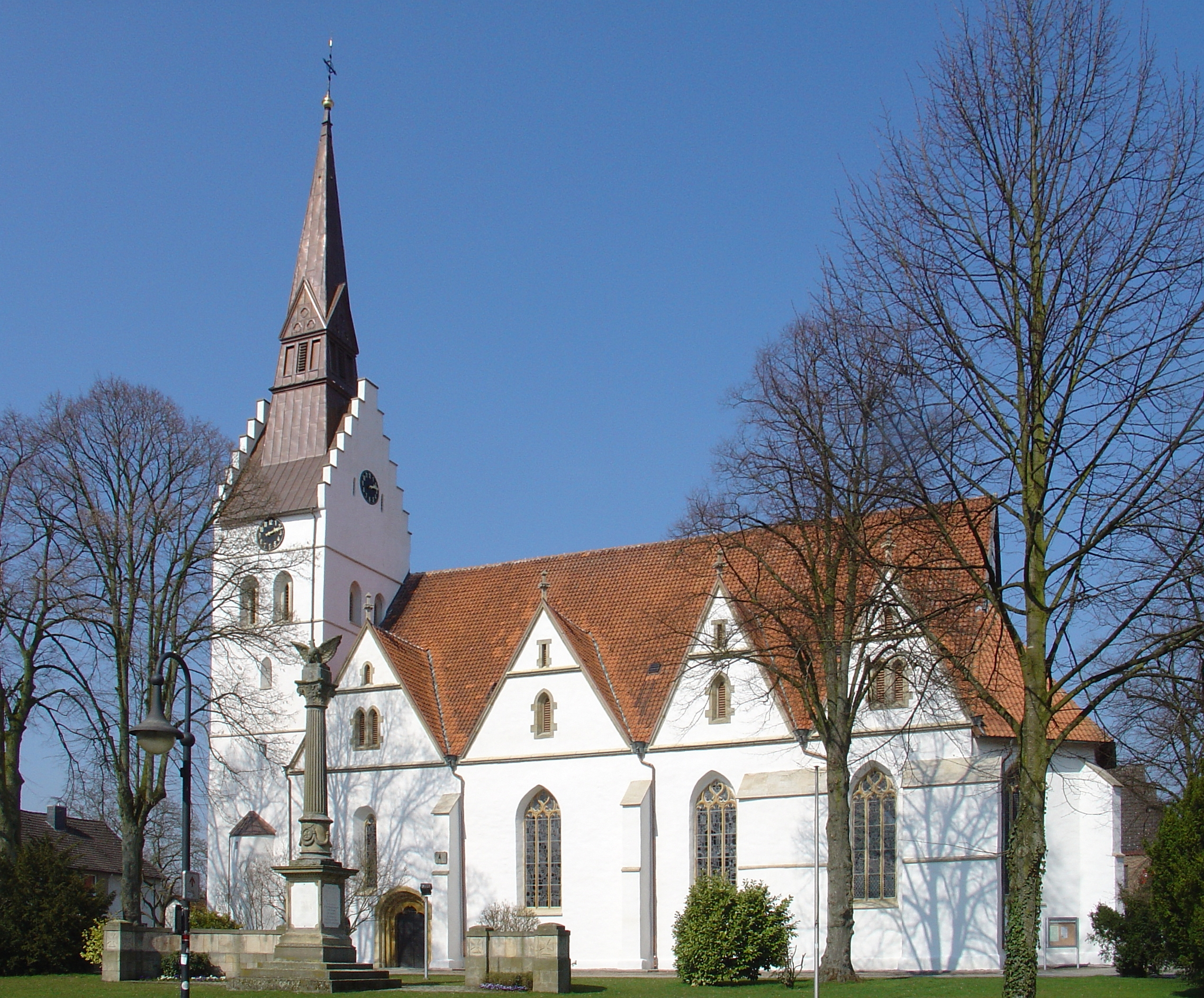
Sünne Peider geht auf das Kirchweihfest der St.-Petri-Kirche in Versmold zurück

Die erste urkundliche Erwähnung von Sünne Peider war 1704 in der Designatio der Jahrmärkte für Versmold, die König Friedrich I. erlassen hatte. Dort wurde der Markttag auf den 22. Februar festgelegt. Bereits im 17. Jahrhundert sind für Versmold der Brüggenmarkt am ersten Freitag nach Christi Himmelfahrt und der Stoppelmarkt am Sonnabend vor Mariä Geburt belegt. Dem Namen nach geht die Kirmes auf das Kirchweihfest von St. Petri in Versmold zurück, dessen Patrozinium die Stuhlfeier Petri am 22. Februar ist. Die Kirche wurde 1096 erstmals erwähnt, so dass anzunehmen ist, dass es bereits im Mittelalter ein Kirchweihfest gegeben hat.
Sautmann nimmt an, dass sich nach dem Dreißigjährigen Krieg aus der Kirmes zu Kirchweih ein Markt entwickelt hat. In Versmold wurde maßgeblich Vieh gehandelt. Für 1822 ist nur wenig Vieh in Versmold nachgewiesen, so dass das Angebot als eher gering anzunehmen ist. Im 19. Jahrhundert stiegen die Viehbestände an, so dass sich ein größerer Markt entwickeln konnte. 1883 wurden 250 Pferde, 120 Kühe und 50 Wagen mit Ferkeln gehandelt. Vier Jahre später waren es 151 Pferde, 91 Kühe, 88 Schweine und 20 Wagen mit Ferkeln. Ein Jahr später brach der Handel jedoch auf 81 Pferde, 40 Kühe und 31 Wagen Ferkel ein.
Zu Beginn des 20. Jahrhunderts stiegen die Viehbestände abermals an. Der Bestand in Versmold im Jahr 1900 belief sich auf 5667 Stück Rindvieh und 8.313 Schweine. 1913 konnten 8.095 Rinder und 27.251 Schweine gezählt werden. Dadurch vergrößerte sich auch der Viehmarkt auf 100 Pferde, 200 Rinder und 500 Schweine. Bis 1936 verlor der Viehmarkt an Bedeutung und es wurden noch 99 Pferde, 75 Rinder und 272 Ferkel veräußert.
Durch die Anbindung der Stadt Versmold an die Teutoburger Wald-Eisenbahn reisten schon morgens die ersten Gäste aus Gütersloh zum Kirmesbetrieb an. 1936 konnten drei Karussells, ein Riesenrad und vier Schießbuden gezählt werden. Durch die Wirren des Zweiten Weltkrieges fiel Sünne Peider zunächst aus und konnte erstmals 1949 wieder begangen werden. In den 1950er Jahren stieg die Fleischwarenindustrie, insbesondere in Versmold, weiter auf. Der Fleischhandel bedurfte keiner stationären jährlichen Märkte mehr, sondern handelte das ganze Jahr über.
1971 gab es erstmals keinen Viehmarkt mehr zu Sünne Peider und man konzentrierte sich auf den reinen Kirmesbetrieb. Im Jahr 2012 besuchten etwa 100.000 Besucher die Kirmes mit rund 200 Fahrgeschäften.
Die Termine wurden 2016, 2020, 2022 und 2025 wegen einer terminlichen Kollision mit dem Karneval um eine Woche in den März verschoben.